# Attahk
Albums de Magma
Inédits
(1977) Retrospektïẁ III
(1981)
Attahk est le septième album studio du groupe de rock progressif français Magma. Il est paru en vinyle en 1978 sur le label Eurodisc (réf. 913 213) et a été réédité plusieurs fois, notamment en CD par Seventh Records (réf.REX XIII).

## Contenu
Enregistré et mixé de septembre à novembre 1977 au château d'Hérouville par Laurent Thibault, Attahk se veut le début d'un nouveau cycle pour Magma. Ce septième album, composé de sept morceaux, clôt une première période de sept ans en tentant d'attirer un public plus large. Les titres sont plus courts que d'habitude et l'ensemble est sans doute plus abordable pour un non-initié à l'univers kobaïen.
La pochette a été dessinée par Hans Ruedi Giger, déjà responsable de la pochette de Brain Salad Surgery de Emerson, Lake and Palmer.

## Liste des pistes

### Face 1
| No | Titre                     | Durée |
| -- | ------------------------- | ----- |
| 1. | The Last Seven Minutes    | 7:32  |
| 2. | Spiritual                 | 3:16  |
| 3. | Rinde                     | 3:05  |
| 4. | Liriik Necronomicus Kanht | 5:06  |

### Face 2
| No | Titre  | Durée |
| -- | ------ | ----- |
| 1. | Maahnt | 5:29  |
| 2. | Dondaï | 8:01  |
| 3. | Nono   | 6:23  |

## Personnel

### Musiciens
- Christian Vander : batterie, percussions, Fender Rhodes, piano à queue, chant
- Benoît Widemann : claviers
- Klaus Blasquiz : chant, percussions
- Guy Delacroix : basse
- Jacques Bolognesi : trombone
- Tony Russo : trompette
- Laurent Thibault : percussions
- Stella Vander : chant
- Lisa « de Luxe » Bois : chant

### Production
- Laurent Thibault : producteur
- Michel Marie - Assistant